# 福島知己
福島 知己（ふくしま ともみ、1971年 - ）は、日本のフランス文学者、思想史家、哲学者。帝京大学経済学部准教授
元一橋大学社会科学古典資料センター専門助手。学位は博士（社会学）（一橋大学・2003年）。
博士論文は、「シャルル・フーリエのユートピア：アイロニーとユーモアの視点から」（学位論文、博士（社会学）、一橋大学）、2003年。
さらに、2009年、パリ第7大学からも博士学位（社会学）を取得。
学位論文のタイトルは L'idée de sociabilité utopique selon Charles Fourier.

## 人物
- 1993年、一橋大学社会学部卒業。
- 2003年、一橋大学社会学研究科博士後期課程修了。
- 2004年4月 - 2006年3月、一橋大学社会学研究科助手。
- 2008年4月 - 2008年6月、一橋大学大学教育研究開発センター非常勤講師。
- 2008年7月 - 、一橋大学社会科学古典資料センター専門助手。
- 2009年7月、パリ第7大学博士課程修了[1]。

専門は、社会哲学、社会思想の研究、特に、シャルル・フーリエに関する研究。フーリエの社会思想に関する主著の一つである『愛の新世界』を初めて邦訳したことで有名であり、哲学者の國分功一郎は福島の翻訳を「世界史的偉業」と絶賛している。

## 著書

### 共編著
- 編 『シャルル・フーリエの新世界』 水声社、2024年

### 翻訳
- ジョナサン・ビーチャー、『シャルル・フーリエ伝 ― 幻視者とその世界』、作品社、2001年
- シャルル・フーリエ、『愛の新世界』、作品社、2006年
- シャルル・フーリエ、『産業の新世界』、作品社、2022年